# 府県警察部
府県警察部（ふけんけいさつぶ）は、1947年（昭和22年）まで存在した府県の警察を管轄する府県庁の部局である。現在の道府県警察の前身である。

## 概要
1948年（昭和23年）3月の旧警察法施行以前までの日本の警察は、内務省警保局（現在の警察庁）を警察組織の頂点として、北海道・樺太（共通法1条で内地〈内地とは日本本土のこと〉と規定）と各府県に「警察部」（現在の都道府県警察本部）が設置され、日本の警察は中央集権的な組織構造となっていた。なお、東京府（1943年以降は東京都）のみ、日本の事実上の首都であるため、東京府ではなく中央省庁である内務省が直接、東京を管轄とする警視庁を置いていた。また、外地（当時、日本の統治下にあった朝鮮半島・台湾など）の地方官庁にも同様の部局が設けられた。
警察部長（現在の警察本部長）は奏任官で、知事（勅任官）の指揮監督の下、警察事務を遂行した。
第二次世界大戦での日本の敗戦後、1947年（昭和22年）9月16日に連合国軍最高司令官総司令部（GHQ）は片山内閣の警察分権案を不徹底なものとして退け、地方分権の新警察制度をつくるように「書簡」の形式で命令し、1948年（昭和23年）3月に旧警察法が施行されたことにより、府県警察部は廃止され、明治以来の中央集権的な警察は一旦幕を閉じ、府県警察部は国家地方警察の都道府県国家地方警察と、約1600の自治体警察（市町村警察）に二本立ての組織に再編され、細分化された。
しかし、自治体警察は問題が多々発生したこともあり、1954年（昭和29年）、警察法を全部改正した（新）警察法が施行され、国家地方警察と自治体警察はわずか6年で廃止され短命に終わり、かつての「警察部」と同じ各都道府県が管理・設置する「都道府県警察」が設置され、国家地方警察本部は警察庁（かつての内務省警保局に相当）に置き換えられ、旧警察法施行以前（明治期〜昭和23年）のように警察組織は一本化され中央集権的な警察が復活し、現在に至る。

## 沿革
- 1875年（明治8年）　各府県庁に第四課（警察担当）を設置。
- 1880年（明治13年）　第四課を警察本署に改称。
- 1886年（明治19年）　警察本署を警察本部に改称。
- 1890年（明治23年）　警察本部を警察部に改称。
- 1893年（明治26年）　各府県警察部に衛生課を設置。
- 1905年（明治38年）　警察部を第四部に改称。
- 1907年（明治40年）　第四部を警察部に改称。
- 1912年（明治45年）　大阪府警察部に特別高等課（特別高等警察）を設置（1928年までに全ての府県に設置）。
- 1929年（昭和4年）　各府県警察部に健康保険課を設置。

## 一覧

### 内地

#### 北海地方
- 樺太庁警察部
- 北海道庁警察部

#### 東北地方
- 青森県警察部
- 岩手県警察部
- 宮城県警察部
- 秋田県警察部
- 山形県警察部
- 福島県警察部

#### 関東地方
- 茨城県警察部
- 栃木県警察部
- 群馬県警察部
- 埼玉県警察部
- 千葉県警察部
- 警視庁
- 神奈川県警察部

#### 中部地方
- 新潟県警察部
- 富山県警察部
- 石川県警察部
- 福井県警察部
- 山梨県警察部
- 長野県警察部
- 岐阜県警察部
- 静岡県警察部
- 愛知県警察部

#### 近畿地方
- 滋賀県警察部
- 京都府警察部
- 大阪府警察部（大阪府警察局）
  - 大阪府警察部は1943年（昭和18年）に局制に移行し、勅任官の警察局長の下、警務部・治安部・勤労部の三部を置いた。第二次大戦終戦後の1946年（昭和21年）2月に、再び警察部となった。
- 兵庫県警察部
- 奈良県警察部
- 和歌山県警察部
- 三重県警察部

#### 中国地方
- 鳥取県警察部
- 島根県警察部
- 岡山県警察部
- 広島県警察部
- 山口県警察部

#### 四国地方
- 徳島県警察部
- 香川県警察部
- 愛媛県警察部
- 高知県警察部

#### 九州・沖縄地方
- 福岡県警察部
- 佐賀県警察部
- 長崎県警察部
- 熊本県警察部
- 大分県警察部
- 宮崎県警察部
- 鹿児島県警察部
- 沖縄県警察部

### 外地

#### 朝鮮
- 朝鮮総督府警察の道警察部

#### 台湾
- 台湾総督府警察の州警務部 ・庁警務課

#### 関東州
- 関東州の警察の関東州庁警察部

#### 南洋群島
- 南洋群島の警察の内務部（内政部）警務課